# Дерек Джонстон
Дерек Джонстон (англ. Derek Johnstone, нар. 4 листопада 1953, Данді) — шотландський футболіст, що грав на позиції нападника. По завершенні ігрової кар'єри — футбольний тренер. Відомий виступами за «Рейнджерс», а також національну збірну Шотландії.

## Клубна кар'єра
Джонстон будучи прихильником «Данді Юнайтед», був підписаний «Рейнджерс» ще в шкільному віці в 1968 році. На професійному рівні він дебютував в 1970 році у віці 16 років і 319 днів у матчі проти «Кавденбіта». Тоді Дерек забив 2 з 5-ти м'ячів у ворота суперника.
Дерек привернув до себе загальну увагу після того як його удар головою приніс перемогу 1–0 над «Селтіком» у фіналі Кубка шотландської ліги 1970–71. Йому було лише 16 років тоді, але віра Віллі Ведделла в його талант повернулася сторицею і допомогла «Рейнджерс» здобути перший за 5 років трофей.
Незважаючи на вдалий матч у фіналі проти «Селтіка», Дерек довгий час не міг пробитися до основного складу, незважаючи на те, що він забив 11 голів в 16 матчах сезону 1971–72. Це пояснювалося наявністю в команді такого гравця як Колін Стейн. Відсутність практики в атаці Дерек компенсував підміняючи Ронні Маккайнона та Коліна Джексона на позиції захисника, коли ті були травмовані. А коли дует захисників був дискваліфікований на фінал Кубка володарів кубків 1971–72, вісімнадцятирічний Джонстон вийшов в основному складі і своїми зваженними діями на полі допоміг команді з рахунком 3–2 перемогти московське «Динамо». Продовжуючи виступати на такому ж високому рівні, Джонстон незабаром став регулярно з'являтися в стартовому складі, і невдовзі здобув медаль переможців Кубка Шотландії 1972–73, коли «Рейнджерс» перемогли «кельтів» 3-2 на «Хемпден Парк». Дерек зрештою став чемпіоном в сезоні 1974–75, завершивши дев'ятирічний період панування «Селтіка» і став невід'ємною частиною «Рейнджерс» в наступному сезоні, коли ті зробили требл. Хоча сезон 1976-77 став безплідним для «Рейнджерс», вони заграли з новими силами в сезоні 1977-78, вигравши свій другий требл за три роки. Джонстон був видатним виконавцем, родзинкою команди. Він забив 38 голів в тому сезоні.
Джонстоном почали цікавитися англійські клуби на кшталт «Арсенала» та «Тоттенгема». Та й сам Дерек був не проти змінити команду влітку 1978 року. Вмовити його залишитися в Глазго вдалося новому тренеру «Рейнджерс» Джону Грейгу. Дерек отримав капітанську пов'язку і в першому ж сезоні під його капітанством команда ледь не зробила другий требл поспіль. Лише поразка в останньому матчі від «Селтіка» з рахунком 4–2 позбавила «Рейнджерс» чемпіонства. Але Джонстон приклав руку до завоювання Кубку шотландської ліги та Кубку Шотландії, забивши два голи у фіналі.
Джонстон був виставлений на трансфер Джоном Грейгом в квітні 1983 року і залишив «Айброкс» після поразки від «Абердина» в фіналі Кубка Шотландії 1982–83.  Дерек вирішив спробувати щастя в «Челсі», які викупили його контракт за £30,000, але не отримав постійного місця в основі і відбув у місячну оренду в «Данді Юнайтед» в 1984 році.
Дерек вирішив повернутися на «Айброкс» в команду Джока Воллеса в січні 1985 року за £25,000. Це був час коли «Рейнджерс» переживали гіркий період своєї історії і сподівалися, що повернення колишнього героя зможе змінити ситуацію. На жаль цього не сталося і з Джонстоном не був підписаний новий контракт, коли Грем Сунес став керувати командою влітку 1986 року.
Завершив професійну ігрову кар'єру Дерек Джонстон у клубі «Партік Тісл», за команду якого виступав протягом  у 1986 році.

## Виступи за збірну
1973 року дебютував в офіційних матчах у складі національної збірної Шотландії. Протягом кар'єри у національній команді, яка тривала 7 років, провів у формі головної команди країни лише 14 матчів, забивши 2 голи.
У складі збірної був учасником чемпіонату світу 1978 року в Аргентині.

## Титули і досягнення
- Чемпіонат Шотландії
  - Чемпіон (3): 1974-75, 1975-76, 1977-78
- Кубок Шотландії
  - Володар (5): 1972-73, 1975-76, 1977-78, 1978-79, 1980-81
- Кубок шотландської ліги
  - Володар (5):1970-71, 1975-76, 1977-78, 1978-79, 1981-82
- Кубок Кубків УЄФА
  - Володар (1): 1971-72